# Титон (горный хребет)
Титон (англ. Teton Range) — горный хребет в Вайоминге, часть системы Скалистых гор.
Высшая точка — гора Гранд-Титон (4197 м). Другие вершины — Маунт-Оуэн (3940 м) и Маунт-Моран (3842 м). Геологически хребет сложен гранитом и гнейсами. Сформировались горы 6-9 млн лет назад.
К западу, на границе с Айдахо, расположена долина Джексон-Хоул. К северу располагается Йеллоустонский национальный парк, объект Всемирного наследия ЮНЕСКО. Значительную часть хребта занимает национальный парк Гранд-Титон.